# RB VCARB 01
RB VCARB 01 — болід Формули-1, розроблений і виготовлений RB для участі в чемпіонаті Формули-1 2024. Це перший болід команди RB після ребрендингу AlphaTauri. Пілотами стали Юкі Цунода та Данієль Ріккардо, якого замінив Ліам Ловсон, починаючи з Гран-прі США.

## Передісторія
Команда RB дебютувала в сезоні Формули-1 2024 року. Раніше вона називалася AlphaTauri і Toro Rosso та була молодшою командою Red Bull Racing з 2006 року. AlphaTauri виступала у Формулі-1 з 2020 по 2023 рік, перш ніж оголосити про ребрендинг у грудні 2023 року разом із новою угодою з Red Bull. Нова команда мала на меті підвищити свою конкурентоспроможність в чемпіонаті, заручившись підтримкою головних спонсорів Visa Inc. і Cash App, а також тіснішим технічним партнерством з Red Bull.
Лоран Мекіс став керівником команди RB, замінивши Франца Тоста, який пішов у відставку в 2023 році, оскільки команда зазнала значної операційної реструктуризації. Команда RB F1, яка базується у Фаенці, Італія, перевела частину своєї діяльності в Бістер, Англія, на новий завод у Мілтон-Кінз. Команда планує запустити відділ аеродинаміки до кінця сезону 2024 року. Мекіс заявив, що RB використовуватиме передню та задню підвіски та коробку передач від Red Bull на додаток до силової установки Honda RBPT.
Пілотами стали Данієль Ріккардо та Юкі Цунода, а Ліама Ловсона було призначено резервним пілотом на сезон 2024 року. Усі три пілоти брали участь у попередньому сезоні Формули-1, заробивши 25 очок, що дозволило AlphaTauri фінішувати восьмими у заліку конструкторів. Ріккардо приєднався до команди в липні 2023 року, щоб замінити Ніка де Вріса, якого звільнили після Гран-прі ВеликоЇ Британії, і виступив у двох гонках, перш ніж отримати перелом п'ясткової кіски. У результаті Ловсон підмінив австралійця у п’яти гонках, дебютувавши у Формулі-1 на Гран-прі Нідерландів 2023 року. Попередник VCARB 01, AlphaTauri AT04, був названий критиками «однією з найгірших машин на решітці» в сезоні 2023 року.

## Розробка
У квітні 2023 року Лоран Мекіс підписав контракт з RB, тоді ще відомою як AlphaTauri, як керівник команди. В січні 2024 року Тім Ґосс, Алан Перман і Ґійом Каттелані були оголошені командою RB як «ключові технічні найми» напередодні сезону 2024 року. Перман відповідав за інженерні роботи під час гоночних вихідних, тоді як Каттелані займався аеродинамікою, продуктивністю та технологіями боліда. VCARB 01 став першим болідом Формули-1 сконструйованим RB та був представлений на презентації в Лас-Вегасі в лютому 2024 року.
Критики відзначили, що болід «дещо схожий» на RB18 і RB19 команди Red Bull Racing останніх двох сезонів. Команда RB замінила в передній підвісці штовхальні стрижні на тягові, подібно до Red Bull, та змінила конструкцію бічних понтонів у нижній і верхній секціях, щоб забезпечити більший потік повітря в напрямку задньої частини боліда. На початку сезону автомобіль в основному мав модифіковані компоненти від AlphaTauri AT04 з аеродинамічним дизайном, що був представлений на Гран-прі Сінгапуру 2023 року. Оновлення в Сінгапурі включало модифікацію днища для зниження статичного тиску на його край та збільшення потоку повітря під передньою частиною днища. Повітрозабірники барабанних гальм і задня підвіска також були перероблені.
Після критики Red Bull GmbH, якій належать RB і Red Bull Racing, за обмін важливої інформації між командами, Мекіс заявив, що новий болід «не є болідом Red Bull минулого року» і що спільні частини не впливають на продуктивність. Передсезонні тести розпочалися 21 лютого 2024 року в Сахірі на Міжнародному автодромі Бахрейну і тривали три дні. Протягом періоду тестування Данієль Ріккардо, і Юкі Цунода загалом подолали 367 кіл.

## Результати
| Рік      | Команда                  | Двигун         | Шини | Пілот            | Гран-прі | Гран-прі | Гран-прі | Гран-прі | Гран-прі | Гран-прі | Гран-прі | Гран-прі | Гран-прі | Гран-прі | Гран-прі | Гран-прі | Гран-прі | Гран-прі | Гран-прі | Гран-прі | Гран-прі | Гран-прі | Гран-прі | Гран-прі | Гран-прі | Гран-прі | Гран-прі | Гран-прі | Очки | Місце |
| Рік      | Команда                  | Двигун         | Шини | Пілот            | БАХ      | САУ      | АВС      | ЯПО      | КИТ      | МАЯ      | ЕМІ      | МОН      | КАН      | ІСП      | АВТ      | ВЕЛ      | УГО      | БЕЛ      | НІД      | ІТА      | АЗЕ      | СІН      | США      | МЕХ      | САП      | ЛВГ      | КАТ      | АБУ      | Очки | Місце |
| -------- | ------------------------ | -------------- | ---- | ---------------- | -------- | -------- | -------- | -------- | -------- | -------- | -------- | -------- | -------- | -------- | -------- | -------- | -------- | -------- | -------- | -------- | -------- | -------- | -------- | -------- | -------- | -------- | -------- | -------- | ---- | ----- |
| 2024     | Visa Cash App RB F1 Team | Honda RBPTH002 | P    | Юкі Цунода       | 14       | 15       | 7        | 10       | Схід     | 78       | 10       | 8        | 14       | 19       | 14       | 10       | 9        | 16       | 17       | Схід     | Схід     | 12       | 14       | Схід     | 7        | 9        | 13       | 12       | 3*   | 9*    |
| 2024     | Visa Cash App RB F1 Team | Honda RBPTH002 | P    | Данієль Ріккардо | 13       | 16       | 12       | Схід     | Схід     | 154      | 13       | 12       | 8        | 15       | 9        | 13       | 12       | 10       | 12       | 13       | 13       | 18       |          |          |          |          |          |          | 3*   | 9*    |
| 2024     | Visa Cash App RB F1 Team | Honda RBPTH002 | P    | Ліам Ловсон      |          |          |          |          |          |          |          |          |          |          |          |          |          |          |          |          |          |          | 9        | 16       | 9        | 16       | 14       | 17†      | 3*   | 9*    |
| Джерело: |                          |                |      |                  |          |          |          |          |          |          |          |          |          |          |          |          |          |          |          |          |          |          |          |          |          |          |          |          |      |       |

* Сезон триває.